# William Osman
William Osman (* 8. Juni 1991) ist ein amerikanischer YouTuber und Ingenieur, wohnhaft in Ventura County, Kalifornien. Auf seinem gleichnamigen YouTube-Kanal präsentiert er eigene Erfindungen, Experimente und selbst gebaute Maschinen. Vor seiner Zeit als YouTuber arbeitete Osman, nach seinem Bachelor of Science in Maschinenbau und Elektrotechnik, mit MRT-Geräten, Forschungsfahrzeugen und militärischen Testgeräten.

## Frühes Leben und Ausbildung
Osman besuchte die Foothill Technology High School. Während seiner Schulzeit drehte er zusammen mit seinem besten Freund und Kameramann John Willner kurze Sketche. In seinem Abschlussjahr baute Osman für die California State Science Fair 2009 einen Stirlingmotor, welcher Wärme in mechanische Energie umwandeln konnte. Osman erlangte 2014 seinen Bachelor of Science an der California State University, Northridge, im Hauptfach Maschinenbau mit Elektrotechnik als Nebenfach.

## Karriere
Am 25. November 2013 gründete Osman seinen YouTube-Kanal. Die meisten seiner Videos drehten sich anfangs um das Testen seines 80-Watt-Laserschneiders „Retina Smelter 9000“, wobei verschiedene unkonventionelle Materialien auf ihre Eignung zum Laserschneiden untersucht wurden.
Anfang Dezember 2017 verloren er und seine Frau, Chelsea Osman, ihr Haus durch einen Waldbrand. Osman postete am 5. Dezember 2017 ein YouTube-Video über den Brand, das sich schnell verbreitete. Eine GoFundMe-Kampagne, die einer seiner Freunde Osman erstellt hatte, um den Schaden zu decken, hatte ein Ziel von 10.000 Dollar, erreichte  aber schon innerhalb von 20 Stunden 120.000 Dollar von mehr als 6.300 Spendern.
Für einige seiner Projekte kollaborierte Osman mit anderen YouTubern wie Simone Giertz, NileRed und Mark Rober.
Am 19. Juli 2019 erstellte Osman einen zweiten Kanal für Aufnahmen hinter den Kulissen und Ausschnitte aus seinem Leben.